# Janet Sanz
Janet Sanz Cid (Tamarite de Litera, 16 de abril de 1984) es una política, regidora del Ayuntamiento de Barcelona desde 2011. Es licenciada en Derecho y en Ciencias Políticas por la Universidad Pompeu Fabra. Es vecina del distrito de San Andrés.

## Biografía
Licenciada en Ciencias Políticas y de la Administración, además licenciada en Derecho en ambos casos por la Universidad Pompeu Fabra de Barcelona. La mayor parte de su actividad asociativa estuvo dedicada en su primera juventud al Movimiento Juvenil y Feminista y participó entre otros movimientos en Aguas es Vida y la Alianza contra la Pobreza Energética.
Entró en la política el 2004, cuando se afilió a la sección joven de Iniciativa per Catalunya Verds. Escogida miembro de la corporación del Ayuntamiento de Barcelona para el período 2011-2015 por Iniciativa per Catalunya Verds - Esquerra Unida i Alternativa.
En las municipales de 2015 fue reelegida dentro de la candidatura de Barcelona en Comú y ocupó las responsabilidades de quinta teniente de alcaldía entre 2015 y 2017 y cuarta teniente de alcaldía entre 2017 y 2019.
Volvió a ser elegida como regidora en las elecciones municipales de 2019 siendo la segunda teniente de alcaldía y directora del Àrea de Ecología, Urbanismo, Infraestructuras y Movilidad des junio de 2019.